# 船井综合研究所
船井综合研究所股份有限公司（日语：／ Funai sōkō kenkyūsho，東證1部：9757），簡稱船井综合研究所，是日本一家經營顧問公司，在1970年由船井幸雄創立，提供一站式顧問服務，包括娛樂、飲食、零售、服務、不動產等行業諮詢。
其股份自分別在1988年於大阪證券交易所，以及2004年於東京證券交易所上市。總裁為高嶋榮，董事長為小山政彦。此公司和位於大阪市經營電子產品製造的船井電機沒有任何關係。

## 外部連結
- （日語）株式会社船井総合研究所 （页面存档备份，存于）
- （日語）株式会社船井総研ITソリューションズ （页面存档备份，存于）
- （简体中文）船井（上海）商務信息咨詢有限公司 （页面存档备份，存于）
- （日語）船井総研ロジ株式会社 （页面存档备份，存于）